# Fosztiazát
A fosztiazát a mezőgazdaságban használt nematocid (fonálférgek elleni permetszer) és rovarölő szer. Felszívódó hatású. Az ilyen nematocidek olyan hatékony rovarölők, hogy a fonálférgeket is elpusztítják, ezért nem is kell külön rovarölő szerrel védekezni.

## Növénykárosító fonálférgek
Magyarországon két fonálféreg okozza a legtöbb kárt a növénytermesztésben:
- közönséges cisztaképző fonálféreg(en)
- sápadt cisztaképző fonálféreg(en)

A kultúrnövények közül a burgonyát, paradicsomot, dohányt, padlizsánt, a burgonyaféle gyomok közül pl. a piros ebszőlőt(en) (Solanum dulcamara) és a fekete csucsort (Solanum nigrum) támadják meg, nem élnek meg viszont a Capsicum nemzetségbe tartozó burgonyaféléken (paprika, csilipaprika).
Mindkét faj karantén kártevő, az EU növényegészségügyi szervezetének I/A2 listáján találhatók. Ez azt jelenti, hogy a fertőzött területen szaporítóanyagot nem szabad termeszteni, az étkezési burgonya pedig csak mosás vagy koptatás után hozható forgalomba.
Mindkét faj a talajban található cisztákkal szaporodik. A keményfalú, nagyon ellenálló cisztákban 50–350 tojás van, melyek a cisztában akár 40 évig is életben tudnak maradni, bár mennyiségük évente kb. 30%-kal csökken. A kikelt inváziós lárvák keresnek egy 20–40 cm-re levő gyökeret (ennél nagyobb távolságot nem tudnak megtenni), behatolnak a belsejébe, és a gyökér átalakított sejtjeiből táplálkoznak.
Léteznek rezidens burgonyafajták a legtöbb fonalféreg ellen. A monokultúra elősegíti, a burgonyatermelés átmeneti szüneteltetése csökkenti a fertőzöttséget, mert a tojásokból kikelt lárvák megfelelő gyökér híján elpusztulnak. A 40 évig életképes ciszták miatt a teljes kiirtás szüneteltetéssel évtizedekig tart.
A hímek életük végén elhagyják a gyökeret, megtermékenyítik a nőstényeket, majd elpusztulnak. A nőstények a megtermékenyülés után ugyancsak elpusztulnak, testük tojásokká alakul. Az elpusztult nőstény fala a ciszta, ami kihullik a talajba a tojásokkal együtt.
A fonálférgek a talajjal terjednek. Bármilyen talajjal szennyezett anyag (gyökérzöldség, földes szaporítóanyag, művelőeszköz, vető és étkezési burgonya, stb.) alkalmas a fertőzés behurcolására. Sokáig úgy szaporodnak, hogy a növényeken alig okoznak tüneteket.

### Gyökérgubacs fonálféreg
A fosztiazát egy harmadik fonálféreg faj, a gyökérgubacs fonálféreg ellen is hatásos. Ez Magyarországon ritka, de veszélyesebb, mint a cisztaképző fonálférgek, ezért az ezzel fertőzött földet zár alá helyezik, a terményt megsemmisítik, bárminemű tevékenységet ott csak a Növény- és Talajvédelmi Szolgálat szoros ellenőrzése és előzetes engedélye mellett lehet végezni.

## Alkalmazás
A fosztiazátot ültetés előtt vagy ültetéskor kell a gyökérzónába juttatni. Túl száraz talajban rosszul szívódik fel, ezzel hatékonysága romlik. Hosszú hatástartalmú szer, emiatt igen jó hatékonyságú, de primőrtermesztésben nem igazán használható. Hátránya még, hogy igen drága, és a sápadt cisztaképző fonálféreg ellen kisebb a hatékonysága.
Dózis: 30 kg/ha 10% m/m fosztiazát, ami 90%-os hatékonysággal pusztítja el a fonalférgeket. Ez azt jelenti, hogy a teljes kipusztítás szinte lehetetlen. A védekezés akkor szükséges, ha a talaj olyan mértékben fertőzött a cisztáktól, hogy az komoly kárt okoz a termésben.

## Jogszabályok
Az EU-ban engedélyezett növényvédő szereket jelenleg az 1107/2009/EK európai parlamenti és tanácsi rendeletnek a jóváhagyott hatóanyagok jegyzéke tekintetében történő végrehajtásáról szóló 540/2011/EU bizottsági végrehajtási rendelet melléklete tartalmazza, amelyet az Európai Bizottság folyamatosan felülvizsgál.
A fosztiazátot eredetileg a 2003/84/EK bizottsági irányelv vette fel a fonálférgek elleni hatóanyagként az akkor hatályos 91/414/EGK irányelv I. mellékletébe. A 2007/31/EK irányelv ezt a rovarok elleni védekezésre is kiterjesztette.
A fosztiazát (és sok más szer) alkalmazhatóságának határidejét rendszeresen meghosszabbítják, és ennek megfelelően módosul az 540/2011/EU rendelet melléklete. A szer használatát legutóbb a 2018. szeptember 20-i (EU) 2018/1262 végrehajtási rendelet hosszabbította meg 2019. október 31-ig.

## Növényvédő készítmények
- NEMATHORIN 10 G